# 稲田大二郎
稲田 大二郎（いなだ だいじろう、1947年2月24日- ）は、日本のチューニングカーコメンテーター。自動車・オートバイ専門誌の出版社三栄元編集局長。愛称は『Dai』。他にも『GOGO』、『不死身の男』（後述）、『暴走機関車』とも呼ばれている。長崎県出身。学習院大学除籍。
三栄書房のモータースポーツ雑誌『オートスポーツ』の編集部を経て、日本初の自動車チューニング専門誌『Option』を立ち上げた。また全日本プロドリフト選手権（D1グランプリ）の創設者のひとりとしても知られるが、2010年12月9日、D1グランプリ運営会社であるD1コーポレーション取締役会にて取締役を辞任すると表明。併せて2011年度のD1グランプリ審査員を辞退した。
『Option』創設当時から、チューニングカーの普及に努めており、東京オートサロンの前身であるエキサイティングカーショーの発起人でもある。近年ではキャンペーンガールとそれ目当ての観客ばかりが目立つ東京オートサロンを批判的に思い、チューンドカー中心のイベントを再びとして、エキサイティングカー・ショーダウンも開催していたが、現在は休止。チューンドカーの地位向上を図るため、「走るからこそ環境を考えよう」のキャッチフレーズを持ち、『Option Land』としてNPO活動もしている。

## 略歴
若い頃は一人の走り屋として日野・コンテッサやホンダ・S600を駆り、主に第三京浜や首都高速を走り回っていた。その当時、ミラー部品1つの交換や、タイヤをインチアップしただけで違法改造として警察に厳しく取り締まられた不条理さに疑問を抱き、その想いが後に『Option』創刊のきっかけとなったと発言している。
『Option』創刊後、車のチューニング分野では第一人者として位置づけられ、レーシングドライバー以外では、最高速チャレンジに最も慣れ親しんでいる人物のひとりである。
『Option』誌における最高速企画では、わずかなミスやトラブルで死亡事故に直結する危険があるにもかかわらず、ほぼ全ての企画のドライバー役を引き受けていた。しかし、兄弟誌『Option2』編集長であったマサ・サイトーこと斎藤政夫が最高速記録テスト中の事故で他界した事がきっかけで、しばらくの間、最高速トライアルは自粛していた時期がある。
『Option』や『Video Option』で発表された形としては、1991年にアメリカのボンネビル・スピードウェイにて、VG30DETT型エンジンを搭載したJUNオートメカニックチューンのZ32型日産・フェアレディZで、車両製作者である小山進がE/BMSクラスにおいて最高速260.809 mph（約420 km/h）を記録した際、稲田も記録更新のチャレンジをしたが、同じ速度域でエンジンブローしている。しかし、1997年に同じJUNオートのR33型日産・スカイラインGT-RでFBGCCクラスの233.217 mph（約370 km/h）の世界記録を樹立している、その後は一般道での最高速にチャレンジし、速度制限の無いドイツ・アウトバーンにて一般車が混じる中、BLITZがチューニングしたBNR34型スカイラインGT-R（通称：R-348）を駆り、343.35 km/hという速度を記録した（公式なものでは、クローズドコースは9ffチューンのポルシェ・911が388 km/h、一般道をクローズした物を用いた記録ではポルシェ・911の347 km/hが世界記録）ほかニュージーランドやアメリカ・ネバダ州のシルバーステーツクラシックなどへチャレンジし、伝説の340キロでのタイヤバースト・クラッシュ劇を演じている。
レーシングドライバーでは土屋圭市との交流が深いが、それ以前の1980年代より星野一義、高橋国光といったレジェンドレーサーとも人脈を持つ。特に土屋にとって稲田はアマチュア時代からの師匠の一人とも言うべき間柄で、土屋によると青年時代に東京に来た際、寝る場所もなかったということから、雑誌『Option』を編集していた稲田の事務所で寝泊りさせてもらったというエピソードがある。また土屋が出演した「ザ・峠」が暴走行為を助長するとして発禁処分になった際、日本自動車連盟（JAF）から競技ライセンスを剥奪処分されると検討された際には、真っ先に弁護してくれたのは稲田であったと述べている。
チューニング関係ではRE雨宮やトップシークレットのスモーキー永田に加え、ヤシオファクトリーの岡村和義や風間オートサービスとも仲が良いことで知られ、ヤシオファクトリーには自身の車の修理やチューニングを任せることも多かった。
なお、かつてのD1ストリートリーガル参戦車両であるストリームZ GT Jr.は千葉のトップシークレットが製作、海外でのシルバーステーツ最高速チャレンジ車両ストリームZはJUNオートメカニックが務めた。
加齢による体力および判断力の低下のため、2006年9月のシルバーステイツを最後に公道最高速企画を休止していたが、その後チューニング活性化のため、トヨタ・86/スバル・BRZの最高速を復活させ、この軽量小型クラスでも320 km/hに届こうという記録を更新中である。
ドリフトシーンでは、2011年から土屋とともに新たに立ち上げたドリフトを日本発の競技にするための『ドリフトマッスル』で自ら審査員を務めたが、現在ではドリフトが国際自動車連盟（FIA）公認のモータースポーツとなり、所定の目的を果たしたため、稲田は身を引き、本来のチューニングカーの発展育成の活動に専念している。

## エピソード
『Option』や『Video Option』内にて「不死身の男」と書かれる事が多い。以下理由。
- 300km/hを超えるスピードで走行できる日本自動車研究所旧コース（通称：谷田部高速試験場）にて、バンク内でガードレールに接触させるも、そのまま走行。
- 同じく谷田部のバンク内でコントロールを失った際もそのまま停止。
- バンク内にてタイヤバーストが起きたがそのまま停止。
- 300km/hで走行中、鳥が正面グリルへ突き刺さるも、そのまま走行。
- アクセルを踏み続けられなかった車は今のところ3台しかない。1台は銭谷自動車が開発した1,000馬力オーバーのRB26搭載(GT3037S×2)のシルビアで、これはあまりにもパワーがありすぎてメーター読み330km/hあたりまでマーク、ここから更に伸びそうな勢いだったのだが、最高速テストは320km/hで打ち切りなのを思い出してアクセルを戻している。もう1台は銭谷のと同日にアタックを行ったFEASTのシルビアで、ゼロヨン仕様故にリアウィングレス+ボディ補強ほぼ無しという仕様だったため、どうしても踏み切れなかったという[3]。最後の1台はリコーレーシングが製作したアリストで、エンジンがSR20DET+トラストT78-33Dタービンという仕様だが、窓ガラスが存在せず、120km/h以上では風圧で息ができなかった。そもそもこの車はダートオーバルレース用に作られたものであった。
- オプション内の発言で、谷田部でクラッシュらしいクラッシュをしたのはトラスト セリカXXツインターボだけである[4]。
- 300km/hを超えるスピードでの谷田部でのバンク走行、とりわけ出口付近は車両が最も不安定になるという。それにもかかわらず稲田はアクセルを戻すことなくドリフトでコントロールしながら走った。プロレーサー時代の桂伸一でさえ、アクセルで調整していたという（オプション・ビデオオプションでの発言より）。
- ダートオーバルにてメルセデス・ベンツ・560SE-Lで参加した際先行車をプッシュした際に壁に衝突して足回りを破損、その後コーナーで支えきれず横転するも、無傷で生還した。このほか、オールズモビルが炎上したり、上記の560SE-Lでは同じ場所の壁に3回も接触するなどしている[5][6]。
- 2003年、ストリームZ 1号機でシルバーステイツ・クラシックチャレンジに参戦するが、344km/hで走行中に左リアタイヤがバーストしスピン、そのまま横転して10回転するという大事故を起こした。しかし、運転していた稲田は、競技用シートベルトやロールケージなどの競技車両用の安全装備により、打撲とムチ打ちのみで無事に生還した[7]。
  - この車両は廃車のまま、走り乃神社の御神体として安置されている。
- トレインカーレース（アクセルとブレーキに分かれた2台の車を鎖で繋ぎ、加速と減速を各々で行うレース）でブレーキを担当していた際（アクセル担当車は岡村和義）、途中でフロントタイヤがパンクして制御不能になり、その後ダートに突入し横転した。しかし無傷で生還し、ガッツポーズを見せる。実況の鈴木学にはこの光景を見て、まともに実況が出来ないほどに笑われた[8]。
- 8の字レースの際、乗っていたトヨタ・マークIIの1Gエンジンから出火した[9]。

上記エピソードのように、丈夫な身体、いかなる状況でも適切な行動を行える判断力、ある種の悪運をもっている。
これ以外にも、『Video Option』内の企画で体を張ることが多かった。
- 音圧競技用に作られた130dBもの音量が出せる「ミニ・イン・ブラック」なる黒いミニに閉じ込められた。[10]
- D1グランプリの余興として、高橋邦明のJZX100のサンルーフから首を出した状態でドリフト同乗走行をさせられたことがある。